# Mont Sainte-Victoire (Cézanne)
Mont Sainte-Victoire je serija oljnih slik francoskega umetnika Paula Cézanna.

## Opis
Sainte-Victoire je gora na jugu Francije s pogledom na Aix-en-Provence. Postala je predmet številnih Cézannovih slik.
Na teh slikah je Cézanne pogosto skiciral železniški most na progi Aix-Marseille v dolini reke Arc v središču na desni strani slike. Zlasti v Mont Sainte-Victoire in viadukt v dolini reke Arc (1885–1887) je na tem mostu upodobil premikajoči se vlak.
Le pol leta po odprtju proge Aix-Marseille 15. oktobra 1877 je Cézanne v pismu Émilu Zolaju datiranem 14. aprila 1878 pohvalil Mont Sainte-Victoire, ki si ga je ogledal z vlaka med prehodom čez železniški most v dolini reke Arc, kot »motiv lepote (lep motiv)«  in približno istega leta je začel serijo, v kateri je upodobil to goro. 
Te slike pripadajo postimpresionizmu. Cézanne je vešč pri analizi: z opisom narave uporablja geometrijo in z različnimi barvami predstavlja globino predmetov.

## Galerija
- Mont Sainte-Victoire in viadukt v dolini reke Arc (1882 –1885), Metropolitan Museum of Art
- Mont Sainte-Victoire z velikim borom  (c. 1887), Courtauld Institute of Art
- Montagne Sainte-Victoire, 1890, Scottish National Gallery
- Mont Sainte-Victoire in Château Noir, 1904–06, Bridgestone Museum of Art